# Составы The Mothers of Invention
На протяжении всей истории этого коллектива состав много раз менялся. Стоит делить историю группы на два периода: оригинальный (1964—1969) и новые The Mothers (1970—1976). Оригинальный состав записал пять полноценных альбомов. В 1970 году Фрэнк Заппа реанимировал коллектив с другими музыкантами, который просуществовал с изменениями составов до 1976 года. Ниже приведены самые заметные смены составов.